# Zamek w Tarnowie
Zamek w Tarnowie – ruiny średniowiecznego zamku na Górze Świętego Marcina w Tarnowie w województwie małopolskim.

## Średniowiecze

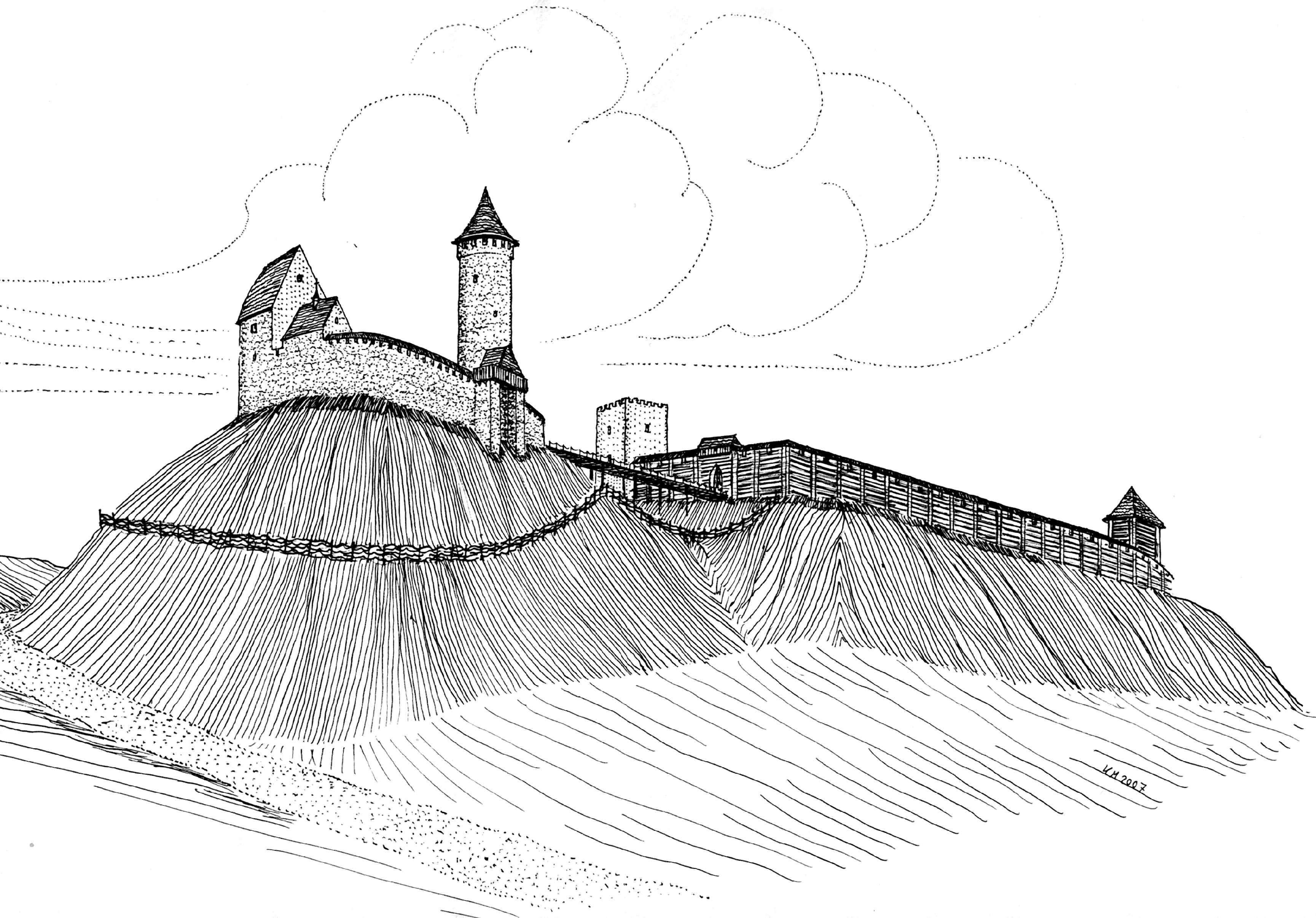
Zamek tarnowski w poł. XIV w.

Zamek tarnowski, rezydencja właścicieli Tarnowa i centrum administracyjne dóbr tarnowskich. Ruiny jego położone są na zboczu (303 m n.p.m.) Góry św. Marcina. Zbudowany w latach 1328–1331 przez Spicymira herbu Leliwa, kasztelana krakowskiego na wzgórzu podzielonym rowem na dwie części w odległości około 2 kilometrów od lokowanego w 1330 roku miasta Tarnowa. Odnalezione pod ruinami szkielety ludzkie wskazują, że pierwotnie mógł w tym miejscu stać pierwszy kościół tarnowski. Na niższej części wzgórza powstał przygródek – zaplecze gospodarczo-administracyjne (siedziba burgrabiego lub starosty), a na wyższej zamek wysoki, czyli warowna rezydencja. Obie części otoczono osobnym murem. Łącznie liczyły one ok. 2000 m kw. powierzchni. Był to zatem jeden z największych zamków możnowładczych w Polsce w średniowieczu, który otrzymał atrybuty zastrzeżone dotąd na ziemiach polskich dla zamków monarszych, takie jak kaplica i cylindryczna wieża główna. Zabudowa przygródka była drewniana, a zamku wysokiego składała się z murowanych budynków przylegających od wewnątrz do muru obwodowego i cylindrycznej wieży w pobliżu wejścia. W 1331 roku została konsekrowana kaplica zamkowa pw. Najświętszej Maryi Panny.

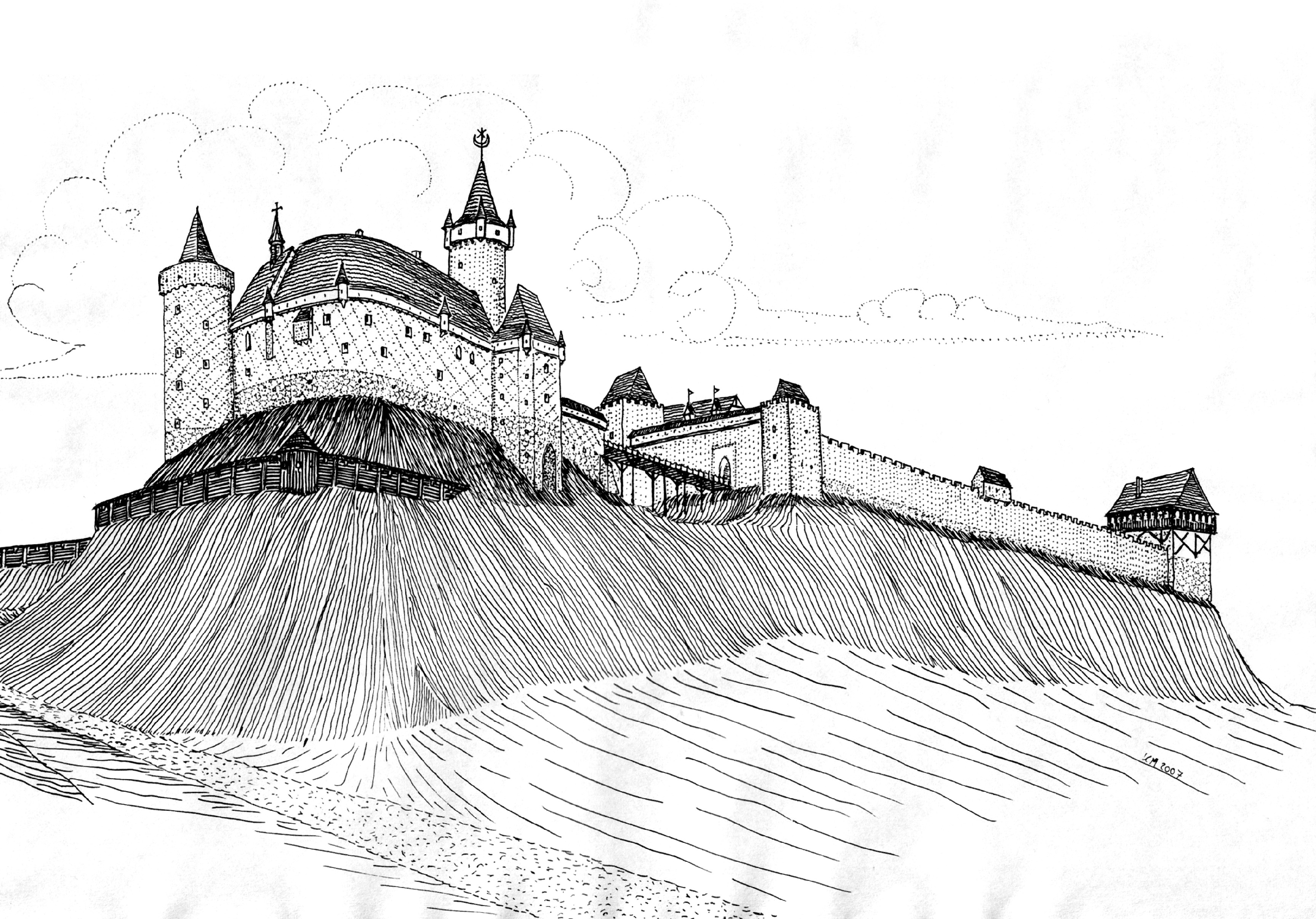
Zamek tarnowski w 2. poł. XV w. (rys. K. Moskal)

W 1342 roku Spycimir Leliwita podpisał na zamku pierwszy znany dokument. Możnowładca ten był protoplastą m.in. rodu Tarnowskich. Zamek był sukcesywnie rozbudowywany przez kolejnych właścicieli z tej rodziny. Każdy nowy pan na Tarnowie zaczynał swoje władanie miastem od przyjęcia hołdu od przedstawicieli władz miasta w zamku. Większość z nich do XVII wieku także się w nim urodziła. Z monarchów polskich w zamku tarnowskim gościli m.in. Kazimierz Wielki (1361, 1364), Władysław Jagiełło (1392, 1424), Bona Sforza i Zygmunt Stary (1537). Około połowy XV wieku drewnianą zabudowę przygródka zastąpiła murowana; powiększony został także zamek wysoki, a jego obronność wzmocniona m.in. przez dobudowanie dwóch baszt i wału od strony południowej.

## XVI wiek
W latach 1519–1527 hetman Jan Amor Tarnowski przebudował zamek w duchu renesansu i otoczył go murowano-ziemnymi fortyfikacjami bastejowymi, czyniąc go jednym z najwspanialszych zamków monarchii oraz czołowym ośrodkiem kultury polskiego odrodzenia; zgromadził w nim także cenną bibliotekę. W 1528 przez pół roku zamek i miasto zostały oddane do dyspozycji króla Węgier Jana Zápolyi z dworem. W 1567 roku zamek przeszedł w ręce córki hetmana, Zofii, małżonki księcia Konstantego Wasyla Ostrogskiego. Przeciwnicy Ostrogskiego wykorzystali pretensje, jakie do dóbr tarnowskich zgłaszali inni Tarnowscy, i 18 kwietnia 1570 roku doprowadzili do jego zdobycia i rabunku łącznie ze słynną biblioteką hetmańską. Wyrokiem królewskim zamek wrócił do Ostrogskiego.

## XVII wiek

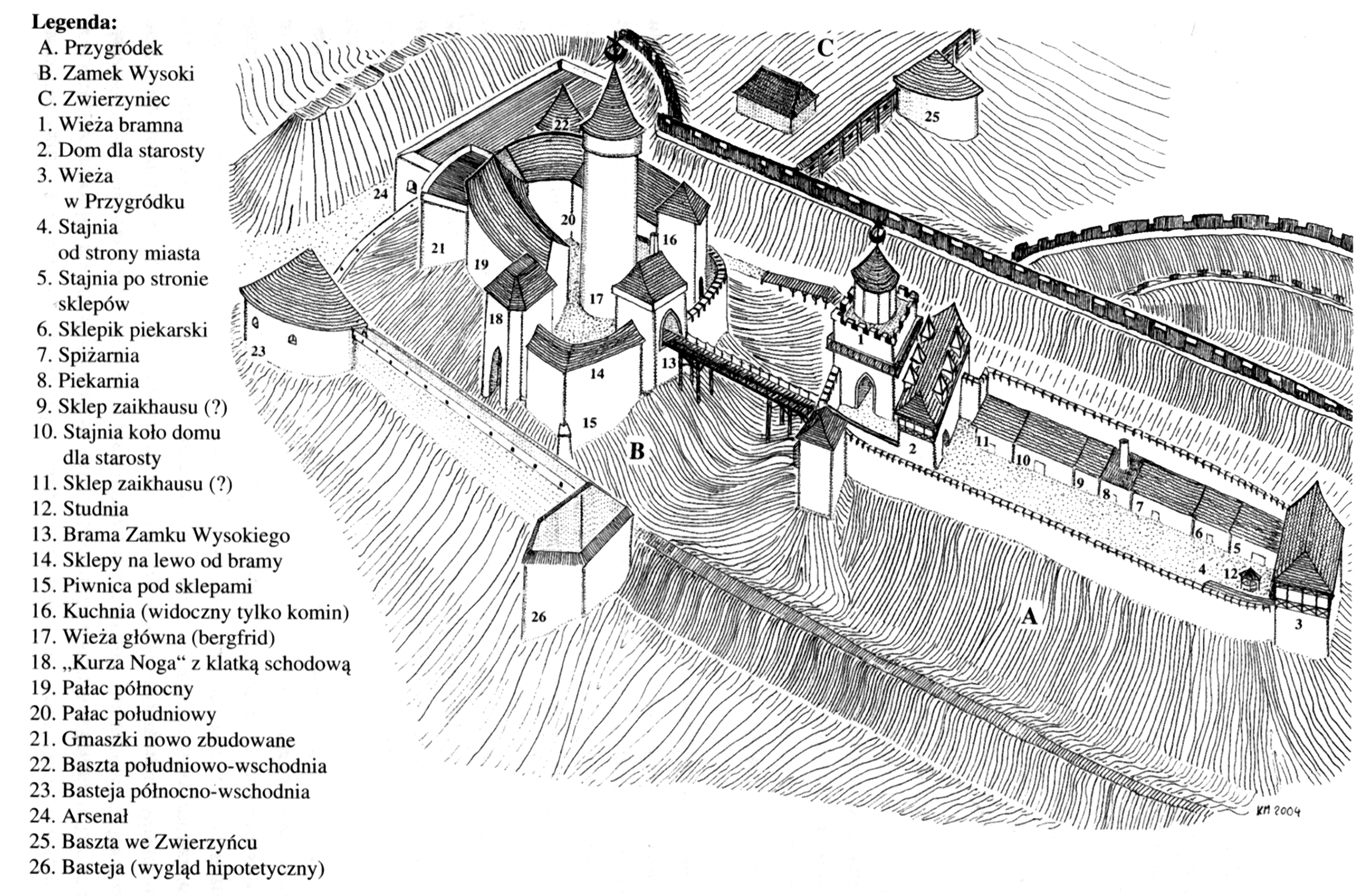
Układ przestrzenny zamku tarnowskiego w XVII w.

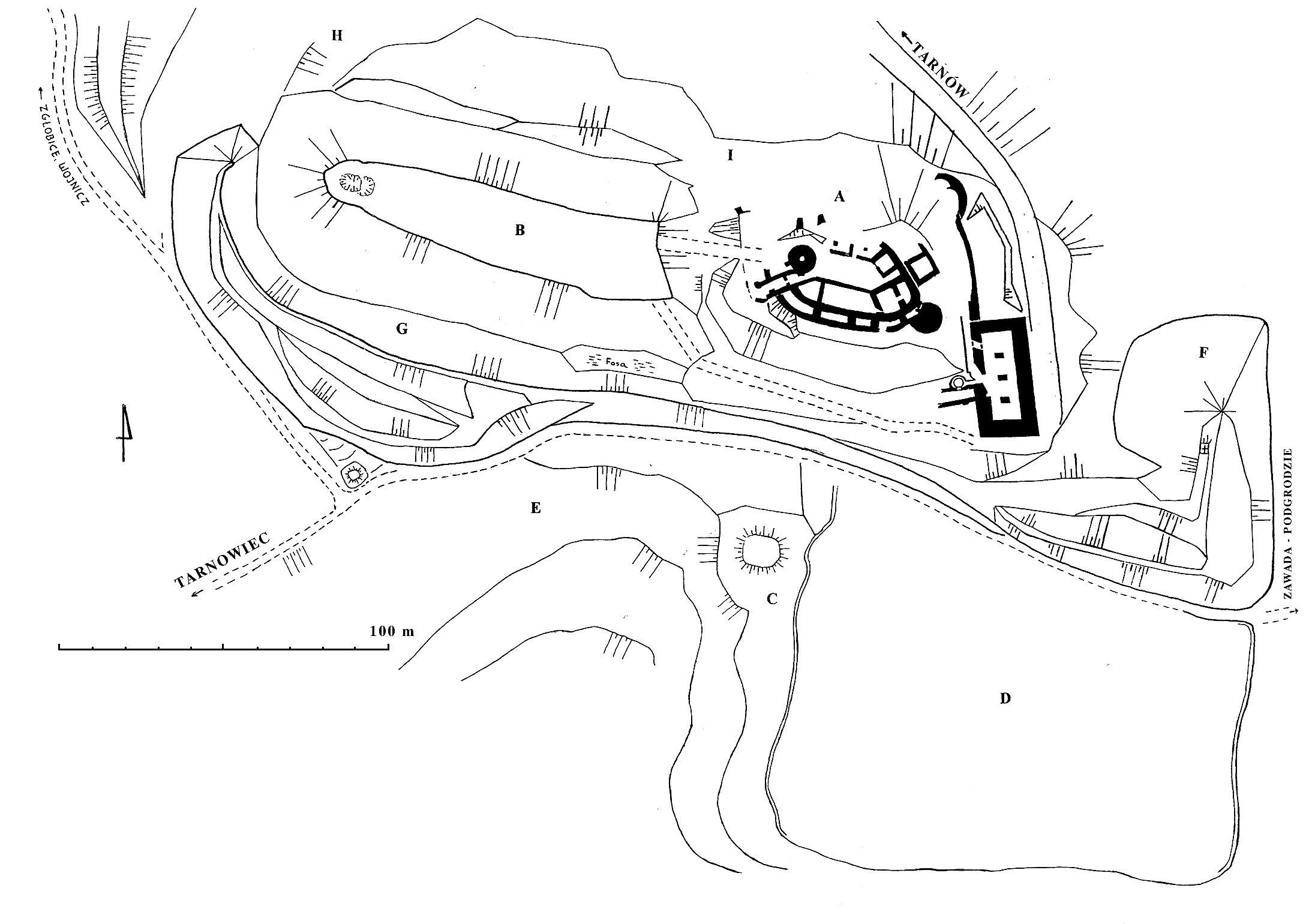
Plan ruin zamku tarnowskiego według K. Moskala. Opis: A – zamek wysoki, B – przygródek, C – „baszta we zwierzyńcu”, D – prawdopodobna lokalizacja zwierzyńca, E – prawdopodobna lokalizacja winnic, F – ziemny szaniec południowo-wschodni, G – ziemny szaniec południowo-zachodni, I – hipotetyczna lokalizacja bastei widocznej na ilustracji autorstwa N. Ordy. (XIX w.)

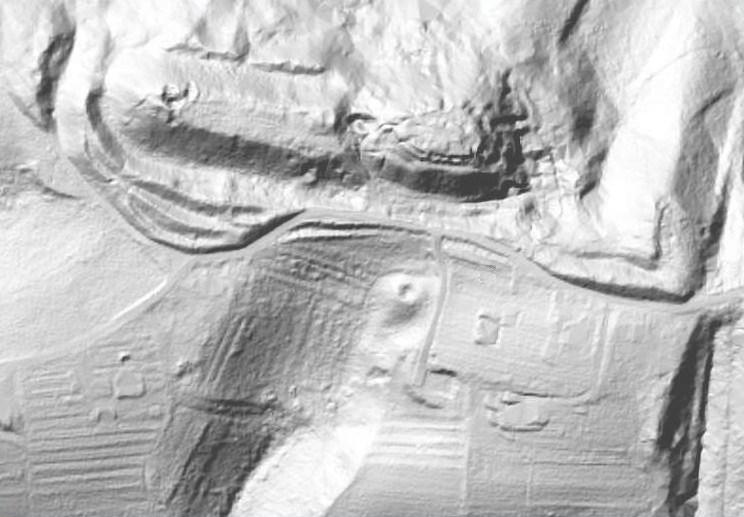
Zamek tarnowski. Skan rzeźby terenu zamczyska

Przed 1603 rokiem książę Janusz Ostrogski powiększył zamek wysoki od północnego wschodu o krótkie dwudzielne skrzydło – „gmaszki nowo zbudowane”. W 1603 roku dokonano jego podziału między Januszem a dziećmi jego zmarłego brata, Aleksandra. Inwentarze z lat 1603 i 1618 stanowią główne źródło do dziejów zamku. Według nich dzielił się on na przygródek, zamek wysoki i pozostałą zabudowę. Do przygródka prowadził most zwodzony. Brama mieściła się w baszcie z mieszkaniem burgrabiego nad przejazdem. Baszta bramna zwieńczona była wieżyczką z zegarem. Za nią stał dom dla starosty z łaźnią na parterze. Wzdłuż brukowanego dziedzińca ciągnęła się parterowa zabudowa: zaikhaus, stajnie, piekarnia, spiżarnia i sklepik piekarski. Na zachodnim krańcu przygródka za studnią stała wieża z kuchnią w przyziemiu i dwoma piętrami. Na pierwszym piętrze znajdowała się izba grodzka, w której urzędował starosta.
Do zamku wysokiego prowadził drewniany most. Brama była sklepiona. Po jej bokach znajdowały się pomieszczenia magazynowe, kuchnia i piwnica. Z dziedzińca pierwsze wejście prowadziło do „izby drabanckiej”. Zajmowali ją drabanci strzegący zamku. W przyziemiu wokół dziedzińca znajdywały się także „sklep wielki”, czyli spiżarnia, oraz inne pomieszczenia magazynowe lub przeznaczone dla służby („sklep, gdzie credencerze chowali się”, „izba stołowa dolna”).
Do pomieszczeń na piętrze wiodły kręcone schody. Pierwszym była „sień przed izbą fladrową”. Strop „izby fladrowej” zdobiony był rzeźbionymi kwiatami w kasetonach. Za izbą była sklepiona komnata. Drugi zespół apartamentowy, znajdujący się przypuszczalnie nad pierwszym, tworzyła „izba złocista” z komnatami i izdebką. Była przy nim również „komnata z kamiennymi obrazami”, czyli dekorowana płaskorzeźbami, być może przedstawiającymi zwycięstwa bitewne panów na Tarnowie.
Rozplanowanie zamku wskazuje, że największe pomieszczenia znajdowały się w skrzydle południowym, a ich powierzchnia mogła przekraczać 200 m². Należała do nich „izba stołowa nowo naprawna”, posiadająca siedem okien. Przy niej „kuchenka z gmachem starym”, sień oraz „izdebka i komnata”. Najwyższą kondygnację zajmowała „sala na wierzchu”, również o siedmiu oknach. Ściany sali ozdobione były boazerią, a strop dekoracją malarską. Sala łączyła się z pomieszczeniem kaplicy (była tam jeszcze w 1603 roku, w 1618 roku czytamy już tylko o „izdebce”) o dwóch oknach, posadzce z glazurowanych płytek, zdobionej boazerią i dekoracją malarską. Łącznie zamek liczył około 100 pomieszczeń, w tym 35 ogrzewanych. Około 1630 zamek opuściła księżna Teofila Ostrogska, która przeniosła się do zamku w Dębnie. Według inwentarza z 1651 roku przegniłe były mosty i dachy. Przed 1675 rokiem ówcześni właściciele odnowili zamek i nakryli go nowym dachem. W 1676 roku książę Aleksander Janusz Zasławski podpisał w nim ostatni znany dokument.

## XVIII i XIX wiek

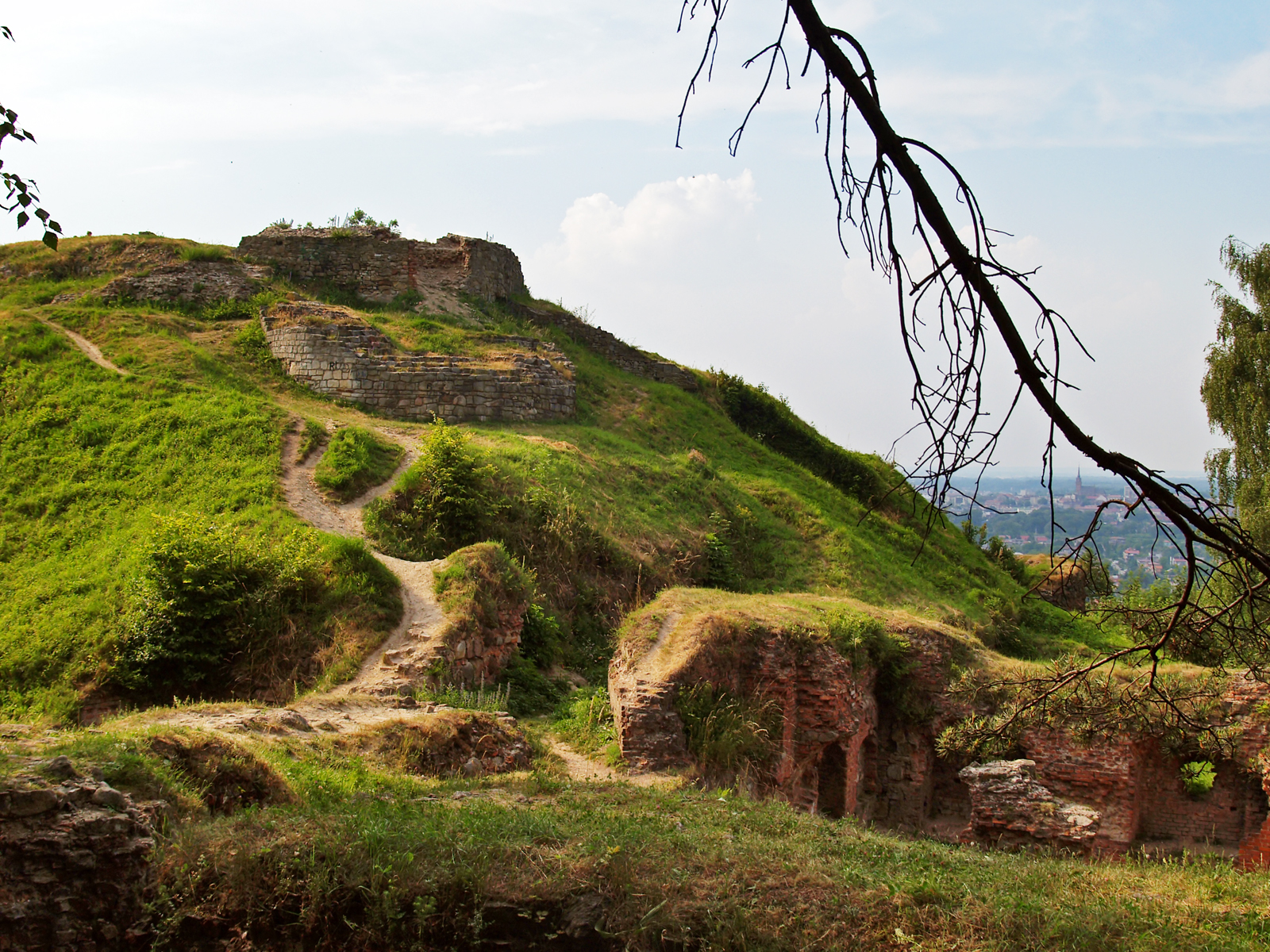
Relikty zamku

Na początku XVIII wieku zamek został ostatecznie opuszczony. „Zwierzchność zamkowa” przeniosła się do drewnianego dworu w Gumniskach. W 1747 roku książę Janusz Aleksander Sanguszko zezwolił tarnowskim bernardynkom na pozyskiwanie z ruin zamku materiału na budowę kościoła Podwyższenia Krzyża Świętego. W 1840 istniejące piwnice używane były jako prochownia. W 1848 roku na ruinach usypano kopiec pamięci ofiar rzezi galicyjskiej 1846 roku. Nie został on ukończony z powodu przerwania prac przez władze austriackie (kopiec miała zwieńczyć kaplica).

## XX wiek
Wiosną 1938 roku teren, na którym zlokalizowane były ruiny zamku zamierzało nabyć wojsko z przeznaczeniem na plac ćwiczeń (w tej sprawie do ówczesnego właściciela – księcia Romana Władysława Sanguszki zwróciło się Dowództwo Okręgu Korpusu Nr V w Krakowie). W sierpniu 1938 roku ówczesny Prezydent Miasta Tarnowa Mieczysław Brodziński interweniował u księcia Romana starając się zapobiec przekazaniu terenu z ruinami na poligon dla wojska i przypominał mu, że wcześniej książę zamierzał ofiarować stoki Góry św. Marcina dla miasta na cele urządzenia tam parku. Interwencja ta przyniosła skutek i ostatecznie na poligon dla wojska wybrano tereny w gminach Krzyż i Zaczarnie natomiast teren z ruinami zamku książę zdecydował darować miastu. Zamierzonej darowiźnie nadano wyjątkową oprawę bowiem oświadczenie księcia złożone zostało 10 listopada 1938 roku podczas uroczystej sesji Rady Miejskiej w Tarnowie, która odbyła się w przeddzień Święta Niepodległości.
Podejmowane trzykrotnie prace archeologiczne (1939, 1963–1969, 1979–1985) doprowadziły do odsłonięcia znacznych fragmentów ruin zamku, w tym najlepiej zachowanych fortyfikacji z XVI wieku. Żadne z kolejnych badań nie zostały jednak doprowadzone do końca.

## Współcześnie
W 2007 roku powstało Stowarzyszenie „Zamek Tarnowski” dążące do rewitalizacji aktualnie niszczejących ruin zamku. Od 2009 r. w drugi weekend czerwca stowarzyszenie organizuje rycerski „Turniej o grzywnę władyki z Marcińskiej Góry”. Zamek posiada monografię autorstwa Krzysztofa Moskala, In Castro nostro Tarnoviensi. Zamek tarnowski jako rezydencja, warownia i centrum administracyjno-gospodarcze dóbr tarnowskich (Tarnów 2004, ISBN 83-87785-33-4). W marcu 2024 roku zakończył się spór sądowy między miastem Tarnów ze spadkobiercami Sanguszków o prawo własności działki z ruinami zamku Tarnowskich zwycięstwem pierwszej z wymienionych stron. Rozpoczęto dyskusje nad przyszłością tego miejsca. Władze miasta powołały specjalny zespół ds. zamku Tarnowskich, tereny zostały posprzątane po wieloletnim zaniedbaniu, ukazując przy tym pozostałości zamku. W budżecie obywatelskim miasta z 2024 roku jednym ze zwycięskich pomysłów został projekt „Aplikacja rozszerzonej rzeczywistości Zamek na Górze Świętego Marcina w Tarnowie” autorstwa Michała Szumlańskiego.